# 大温特盖伦峰
大温特盖伦峰是瑞士烏里州境内的一座山峰，海拔3187米。它属于阿尔卑斯山脉格拉鲁斯山。它是一连串东西走向高峰中最西部的一座峰。这些高峰尤其向北是非常陡峭的峭壁，因此大温特盖伦峰的南边和北边均是深谷。大温特盖伦峰的北壁高达900多米，山下有一座湖。这座湖面积九公顷，深20米，是乌里州最大的自然湖。

## 首登
1848年著名登山导游约瑟夫·玛丽亚·特莱歇-埃克瑟（Josef Maria Tresch-Exer）与一名同伴首等大温特盖伦峰。十天后他带别人重登。

## 攀登途径
一般攀登途径的出发点和基地是2032米高处的一座棚子。从这里出发到东壁，东壁的攀登难度为三级，从这里攀登到北脊，沿北脊到峰顶。整个攀登的难度被定为“相当难”。

## 名称来源
大温特盖伦峰的名称来自（风）和或者（呼啸），指的是风刮过这座山峰的时候发出的呼啸声。